# EViews
EViews是为Windows设计的统计分析软件，主要应用于计量经济分析。 EViews是由Quantitative Micro Software（QMS）开发的。1.0版于1994年3月推出，代替了原先的MicroTSP软件，目前最新的版本是11。  
EViews结合了电子表格和相关的数据库技术以及传统统计软件分析功能，并且使用了单击图形用户界面。EViews可以用于一般的统计分析，但它对于计量经济分析特别有用，比如横截面和面板数据分析及时间序列的估计和预测。它支持Excel，SPSS，SAS，Stata，RATS 和TSP等文件格式，并接通ODBC数据库。